# Arne Lindberg (konstnär)
Johan Arne Lindberg, född 23 december 1918 i Matteus församling, Stockholm, död 9 november 1998 i Täby församling, Stockholms län, var en svensk målare.
Han var son till köpmannen Johan Emil Lindberg och Brita Fryklund och från 1945 gift med Ulla-Monica Lundström. Lindberg studerade vid Tekniska skolan 1935-1938 och vid Otte Skölds målarskola 1941-1942 samt vid Konsthögskolan i Stockholm 1942-1949. Som franska statens stipendiat studerade han för Othon Friesz och André Lhote vid Académie de la Grande Chaumière i Paris 1946-1947. Han företog studieresor till Nederländerna, Schweiz, Italien och Spanien. Han medverkade i Nationalmuseums utställning Unga tecknare 1942 och tillsammans med sin hustru ställde han ut på Galleri Brinken 1953. Bland hans offentliga arbeten märks väggkompositioner i Karlshamns Folkets park, mosaik och emaljarbeten på Kvinnokliniken i Västervik, mosaikarbeten på Danderyds sjukhus, Sundbybergs vårdcentral och Botvids gymnasieskola i Botkyrka. Hans konst består av porträtt, landskapsmålningar och under en period målade han i en nonfigurativ stil. Vid sidan av sitt konstnärskap var han verksam med färgsättningsarbeten för olika arkitekter.